# 피엔티
피엔티 주식회사(PNT Co. Ltd.)는 Roll to Roll 기술을 바탕으로 각종 디스플레이 소재용 필름, 2차 전지의 음극 및 분리막 소재, Copper 등의 코팅 및 슬리터 장비를 제작하는 코스닥 상장 기업이다. 매출구성은 소재 81%, 2차전지 18%, 반도체 1% 가량으로 이루어진다.
2014년부터 2차 전지 관련 투자를 증대시켰으며 2015년 7월에는 중국 전기차 시장 확대 기대감으로 가격제한폭까지 상승한 일이 있다. 주가는 중국의 경기와 제조업 전망에 따라 크게 좌우되는 모습을 보이며, 2015년 4~6월경 중국 경기의 전망이 좋지 못할 때는 주가가 크게 하락하는 일이 있었다.

## 같이 보기
- 라미네이션
- 2차 전지
- 전기차

## 참고 문헌
- 와이즈에프엔
- 전자공시시스템